# گم‌شده در لامانچا
گم‌شده در لا مانچا (انگلیسی: Lost in La Mancha) فیلمی مستند در سال ۲۰۰۲ دربارهٔ ساخت اولین قصد تری گیلیام در مردی که دن کیشوت را کشت است. قصد او اقتباس سینمایی از رمان دن کیشوت نوشتهٔ میگل د سروانتس بود. ناکامی گیلیام در تکمیل فیلمش باعث شد فیلمسازان مستند کار خود را با عنوان گمشده در لا مانچا بازنویسی کرده و به‌طور مستقل منتشر کنند.
گمشده در لا مانچا که توسط کیث فولتون و لوئیس پهپه نوشته و کارگردانی شده‌است، تلاش گیلیام را برای ساختن دن کیشوت به عنوان موازی با تلاش کیشوت برای قهرمان شدن نشان می‌دهد. در این فیلم جانی دپ، ژان روشفور و ونسا پارادی به عنوان نقش اصلی را بازی کردند. روایت آن را جف بریجز بر عهده دارد.